# Кривая (Климовичский район)
Кривая (бел. Крывая) — деревня в Родненском сельсовете Климовичского района Могилёвской области Белоруссии. Находится недалеко от агрогородка Родня у дороги Р75 (Климовичи (от автомобильной дороги Р43) — Костюковичи — граница РФ).

## Выдающиеся личности
В деревне Кривая родился Иван Легенченко, акушер-гинеколог, кандидат медицинских наук, доцент, Заслуженный врач БССР  Он в 1947 году обосновал и внедрил в практику метод оживления мнимоумерших новорожденных, который вошел во все руководства по акушерству и гинекологии как в СССР, так и за рубежом, и позволил снизить смертность новорожденных, родившихся в состоянии асфиксии, с 20—25% до 2,8—4%.

## Внешние ссылки и литература
- Климовичский райисполком.

- Памяць: Гіст.-дакум. хроніка Клімавіцк. р-на. — Мн.: Універсітэцкае, 1995. — 645 с.: іл.